# امواتاته
امواتاته (به لاتین: Mwatate) یک شهرک در کنیا است که در شهرستان تایتا–تاوتا واقع شده‌است. امواتاته ۵٬۵۵۱ نفر جمعیت دارد و ۸۴۴٫۰ متر بالاتر از سطح دریا واقع شده‌است.